# Osteocito
Los osteocitos 
son las células principales del tejido óseo, representan aproximadamente el 95%    del total de células de este tejido. Cada osteocito se encuentra situado en una laguna tallada en la sustancia intercelular mineralizada del hueso. Tiene una forma característica estrellada debido a que de su citoplasma surgen prolongaciones que corren a lo largo de pequeños canales situados en la  matriz mineralizada del hueso, formando un laberinto  de conductos llamado sistema lácuno-canalicular.

## Formación
Los osteocitos se forman a partir de los osteoblastos que a su vez derivan de las células osteoprogenitoras.

Los osteocitos se forman cuando los osteoblastos óseos quedan atrapados en la matriz osteoide.

## Características
Estas células son incapaces de dividirse. El citoplasma es ligeramente alargado y basófilo, cuenta con numerosas prolongaciones citoplasmáticas. Tienen poco desarrollado el retículo endoplásmico rugoso y el aparato de Golgi. Cuentan con la capacidad de segregar o reabsorber la matriz ósea que les circunda, de hecho se podría decir que estas células se han quedado atrapadas en su propia sustancia de secreción.